# Las tontas no van al cielo
Las tontas no van al cielo (no Brasil: As Tontas Não Vão Ao Céu) é uma telenovela mexicana produzida por Rosy Ocampo para a Televisa e exibida pelo Las Estrellas entre 11 de fevereiro e 22 de agosto de 2008, substituindo Yo amo a Juan Querendón e sendo substituída por Un gancho al corazón, em 140 capítulos.
É protagonizada por Jacqueline Bracamontes, Jaime Camil e Valentino Lanús, e antagonizada por Sabine Moussier, Fabiola Campomanes e Karla Álvarez.

## Sinopse
Candy está a ponto de se casar com Patrício, seu amor de toda a vida, mas, na despedida de solteiro, este se envolve com Alice, a irmã de Candy. Depois da cerimônia religiosa, Candy descobre Patrício e Alice se beijando, algo que lhe parte o coração, e ela decide viver na cidade de Guadalajara, com seu tio Manuel. Candy pede a seu tio que diga a todos que ela está morta, e, feito isso, todos acreditam. Santiago é um cirurgião plástico casado com Paulina: ela está grávida mas nunca deixa de trabalhar, fato que irrita Santiago. Uma vez que a pequena Rosa nasce, Paulina vai trabalhar em Nova York, abandonando seu marido e sua filha.
Candy tem um filho, que batiza como Salvador "Vavá", porque ela considera seu filho como seu salvador. Candy pensa em trabalhar no restaurante de seu tio Manuel, o qual é homossexual e foi expulso da família por causa da orientação sexual.
Sete anos depois do fracassado casamento de Candy, ela continua vivendo em Guadalajara e se torna treinadora da equipe de futebol de seu filho, onde a assiste sua melhor amiga Soledade, cujo filho Beto é o melhor amigo de Salvador. Patrício termina se casando com Alice, irmã de Candy. Contudo, ela se irrita constantemente devido ao fato de que Patrício não pode esquecer Candy. Santiago abre uma clínica na cidade de Guadalajara, onde conhece Candy no edifício em que ambos trabalham. Mesmo no princípio Candy odiando Santiago, o amor vai ficando cada vez mais forte entre eles, mesmo com a noiva de Santiago, Marisa, sendo uma verdadeira fera.
Beto é na verdade filho de Patrício, fruto de uma relação enganosa dele quando ainda era noivo de Candy. Patrício vai viver também em Guadalajara, onde descobre que Beto é seu filho: então pensa em se relacionar novamente com Soledade e com Beto, o que faz com que cada vez mais ele esteja perto de Candy e Salvador, mesmo nem podendo imaginar.
Igual a Santiago, Raúl, irmão de Marisa, se apaixona por Candy e ela repete que só quer uma relação de amigos: ele segue insistindo que gostaria de ser seu namorado. Raúl e Candy se conheceram graças ao que Manuel fez para a revista de Raúl, publicando um artigo que ela escreveu, e, desde então, Candy começou a trabalhar na revista, tendo sua própria coluna, a qual intitula-se como "As Tontas Não Vão Ao Céu", frase que ela sempre repete.
Da sua parte, Santiago tenta repetidas vezes de ser mais que amigo de Candy, mas ela impede constantemente, já que, apesar de estar apaixonada por ele, Santiago já tem uma noiva.
Candy e Alice tiveram uma relação muito difícil quando crianças, devido ao que Alice gostava de balé, e Candy queria dançar como ela: um dia, ela lhe tomou suas sapatilhas de balé e as colocou, e quando Alice se deu conta as pegou de volta. Quando estavam discutindo, Alice tropeçou e caiu pelas escadas, e desde então não pôde voltar a praticar.
Patrício tenta estar perto de seu filho e com Soledade, coisa que Alice não se agrada de tudo e pensa em tirar Soledade do caminho. Por sua parte, Candy descobre a relação que tinha sua amiga Soledade com Patrício e lhe diz que Beto é meio-irmão de Vavá. Depois, Patrício também descobre que Candy está viva e trata de voltar com ela. Candy, depois de um tempo, aceita a relação mas termina pouco tempo depois, porque está confusa com seus sentimentos por Patrício.
Marisa fica grávida de Santiago e foge para fora do país. No exterior, Marisa dá o bebê para Alice, que o adota junto com Patrício, que pensa que ela adotou o bebê de um orfanato, já que ela falsificou os papeis de adoção. Santiago fica desesperado tentando procurar seu filho.
Candy se dá conta que está apaixonada por Santiago, eles começam uma relação, da qual Patrício sofre bastante, mas Vavá e Rosa não estão de acordo com essa relação e trata de separá-los.
Reta final
Marisa foge para Londres, mas é localizada por detetives contratados por Santiago. Tentando fugir dele, ela acaba caindo do hotel onde estava. Já no hospital, Marisa fala em Alice, mas morre logo em seguida. Posteriormente, Alice confessa a verdade e vai para a cadeia. Ela acha que Candy está feliz por vê-la atrás das grades. Patrício acaba tendo que entregar o bebê para Santiago.
Logo depois, Paulina sequestra o bebê de Santiago e passa a ameaçá-lo até que ele lhe dê dinheiro. No hotel onde estava Paulina, ela é perseguida por Patrício e Santiago e cai de costas em um elevador que estava em reforma e fica tetraplégica. Santiago consegue novamente recuperar seu filho.
Por fim, Rosa e Vavá aceitam a relação de seus pais, e Santiago e Candy se casam. Patrício se resigna e começa uma nova relação com outra mulher.

## Elenco

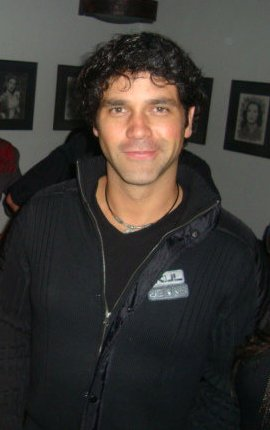
Valentino Lanús interpretou o protagonista Patricio Molina.

| Ator                   | Personagem                                                                            |
| ---------------------- | ------------------------------------------------------------------------------------- |
| Jacqueline Bracamontes | Cândida Moraes Alcalde / Cândida Moraes Alcalde de Molina-Lizárraga "Candy"           |
| Jaime Camil            | Santiago "Doutor Plástico" Lopes-Carmona                                              |
| Valentino Lanús        | Patrício "Pato" Molina-Lizárraga                                                      |
| Sabine Moussier        | Marisa Alcocer                                                                        |
| Fabiola Campomanes     | Alice Moraes Alcalde / Alice Moraes Alcalde de Molina-Lizárraga                       |
| Karla Álvarez          | Paulina Cervantes de Lopes-Carmona / Paulina Cervantes "Pauli"                        |
| Ana Bertha Espín       | Gregória "Gogó" Alcalde de Moraes                                                     |
| Silvia Mariscal        | Isabel de Lopes-Carmona / Isabel de Martínez "Belita"                                 |
| Manuel "Flaco" Ibañez  | Manuel "Manu" Moraes                                                                  |
| Alejandro Ibarra       | Eduardo "Edu" Ruy                                                                     |
| Andrea Torre           | Soledade Palacios Madrigal de De la Torre / Soledade Palacios Madrigal de De la Parra |
| Julio Alemán           | Artur Molina-Lizárraga                                                                |
| Carlos de la Mota      | Raul de la Parra                                                                      |
| Jackie García          | Sheila de Sousa Veiga de Ruy                                                          |
| Reynaldo Rossano       | Antônio "Tonho"                                                                       |
| Luis Manuel Ávila      | Carlos "Samuca"                                                                       |
| Julio Vega             | Donato                                                                                |
| Raquel Garza           | Hortênsia                                                                             |
| Lilí Brillanti         | Valentina "Tina" Duarte                                                               |
| Gabriela Platas        | Bárbara Camacho                                                                       |
| Ginny Hoffman          | Cecília "Cecy" Romero                                                                 |
| Eric Guecha            | Carlos                                                                                |
| Christina Pastor       | Lourdes "Lulu" Robledo                                                                |
| Violeta Isfel          | Lúcia Lopes-Carmona Garcilaso                                                         |
| Mauricio Herrera       | Jaime Martínez                                                                        |
| Eleazar Gómez          | Charles Moraes                                                                        |
| Robin Vega             | Salvador Moraes Alcalde / Salvador Molina-Lizárraga Moraes "Vavá"                     |
| Diego Ramírez          | Alberto de la Torre Palacios / Alberto Molina-Lizárraga Palacios "Beto"               |
| Rosángela Balbó        | Margarida de Molina-Lizárraga                                                         |
| Mariana Lodoza         | Rosa Lopes-Carmona Cervantes                                                          |
| Agustín Arana          | Mário Landazuri                                                                       |
| Juan Carlos Bonet      | Galdino Lugo Fernandes                                                                |
| Arlette Pacheco        | Laura                                                                                 |
| Marco Uriel            | Heitor                                                                                |
| Rafael del Villar      | Jorge de la Torre                                                                     |
| Catherine Papile       | Assunção                                                                              |
| Claudia Berninzon      | Vitória                                                                               |
| Ilean Almaguer         | Aurora                                                                                |
| Juan Peláez            | Ricardo                                                                               |
| Allisson Lozz          | Milena "Mili" Belmonte Ramos                                                          |
| Laura Flores           | Luciana Aranha de Belmonte                                                            |
| Mario Casillas         | Clemente Moraes                                                                       |
| Julio Mannino          | Rafael                                                                                |
| Paco Ibáñez            | Johnny "Patchouli" Martínez                                                           |
| Jorge de Marín         | Detetive Ambrosini                                                                    |
| Arsenio Campos         | Detetive Scott                                                                        |
| Sergio Argueta         | Pedro Barbosa                                                                         |
| Roberto Tello          | Crisóstomo "Kiko"                                                                     |
| Benjamín Islas         | Juiz                                                                                  |
| Ernesto Faxas          | Emiliano                                                                              |
| Esteban Franco         | Lozano                                                                                |
| Aleida Núñez           | Yasmim Rodrigues                                                                      |
| Alejandro Peniche      | Xavier Licona                                                                         |
| Elizabeth Guindi       | Rita                                                                                  |
| Viviana Ramos          | Evangelina                                                                            |
| Alfonso Iturralde      | Padre Alonso                                                                          |
| Hope Diaz              | Raquel Mendes Escobar                                                                 |
| Alfredo Alfonso        | Dr. Valença                                                                           |
| Milia Nader            | Nora                                                                                  |
| Nikolás Caballero      | Tico                                                                                  |
| Ximena Herrera         | Irene                                                                                 |
| Roxana Puentes         | Mini                                                                                  |
| Francisco Avendaño     | Eugênio                                                                               |
| Julian Sedgwick        | Dr. Read                                                                              |
| Crislainny Rios        | Nyna                                                                                  |
| José Ron               | Amigo de Patrício                                                                     |
| Marius Biegai          | Executivo                                                                             |
| David del Real         | Enfermeiro / Garçom                                                                   |
| Hiram Vilchez          | Enfermeiro                                                                            |
| Mónica Dossetti        | Mulher em crise                                                                       |
| Jorge Flores           | Ele mesmo                                                                             |
| Alizée                 | Ela mesma                                                                             |
| David Cavazos          | Ele mesmo                                                                             |
| Adolfo Ríos            | Ele mesmo                                                                             |
| Mara Castañeda         | Ela mesma                                                                             |

## Exibição no Brasil
Foi exibida pela primeira vez no Brasil pelo SBT no período da tarde, entre 19 de abril e 22 de outubro de 2010 em 135 capítulos, substituindo a série Chuck e antecedendo Camaleões.
É a primeira novela mexicana inédita exibida pelo SBT a partir da retomada de 2010.
Foi exibida pela primeira vez pelo canal pago TLN Network entre 29 de junho de 2015 a 8 de janeiro de 2016 substituindo Teresa e sendo substituída por Bela a feia.
Foi exibida pela segunda no TLN Network entre 21 de fevereiro a 02 de setembro de 2022, substituindo A Feia Mais Bela e sendo substituída por Apaixonando-me por Ramón.

## Audiência

### No México
Em sua exibição original, a trama alcançou 30,6 pontos em sua estréia, com 42.6% de share. No último capítulo, alcançou uma média de 25.1 pontos. Terminou com uma média geral de 22 pontos.

### No Brasil
No Brasil, a trama estreou com uma média de 4 pontos, com picos de 6, deixando o SBT na terceira colocação.
Em algumas ocasiões, como no dia 4 de maio de 2010, a trama marcou apenas 3 pontos, chegando a antipicos de 1,8.
O último capítulo, alcançou uma média de 5 pontos, com picos de 7, garantindo a vice liderança pra o SBT.
A trama teve média geral de 4 pontos, a mesma pontuação alcançada pela sua sucessora Camaleões.

## Trilha Sonora
1. Esto es lo que soy - Jesse & Joy
2. Las tontas no van al cielo - Banda El Recodo
3. Señora de nadie - Jaime Camil
4. Vivir sin aire - Maná
5. Que nos pasó - Kany García
6. Hoy ya me voy - Kany García
7. Sin tu amor - Camila
8. Ya no quiero - Jesse & Joy
9. Bendita tu luz - Maná e Juan Luis Guerra
10. Vivir sin aire - Niña Pastori
11. El tiempo de ti - Playa Limbo
12. Tan solo un instante - Enanitos Verdes
13. Somos lo que fue - Jesse & Joy
14. Te vuelvo a ver - Kany García
15. Esta soledad - Kany García
16. Espacio sideral - Jesse & Joy
17. Nadie se va a marchar - Jaime Camil
18. Dos palabras - Motel

## Prêmios e Indicações

### Prêmios TVyNovelas 2009
| Categoria                 | Nomeado (a)            | Resultado |
| ------------------------- | ---------------------- | --------- |
| Melhor atriz protagonista | Jacqueline Bracamontes | Nomeada   |
| Melhor atriz antagonista  | Karla Álvarez          | Nomeada   |
| Melhor primeira atriz     | Ana Bertha Espín       | Nominada  |
| Melhor primeiro ator      | Manuel "Flaco" Ibañez  | Ganhador  |
| Melhor atriz coadjuvante  | Fabiola Campomanes     | Nomeada   |
| Melhor ator juvenil       | Eleazar Gómez          | Ganhador  |
| Melhor revelação feminina | Violeta Isfel          | Nomeada   |